# 나가쿠 유키
나가쿠 유키(長久 友紀, 1990년 4월 8일 ~ )는 일본의 여자 성우이다. 아오니 프로덕션 소속.
효고현 출신. 성우 유닛, 이어폰즈(イヤホンズ)의 멤버.